# Monte Caribou
Monte Caribou (en francés: Montagne Caribou; en inglés: Caribou Mountain) es una montaña en la frontera entre Canadá y Estados Unidos, cuya sección sigue la altura de las tierras de la cuenca del río San Lorenzo. El punto más alto se encuentra a 0,5 millas (0,80 km) dentro del condado de Franklin, en el estado de Maine. El extremo suroeste de la cresta de la cumbre Caribou está en el municipio regional de condado de Le Granit, en la provincia de Quebec.